# Rádlo
Rádlo (deutsch Radl) ist eine Gemeinde im Okres Jablonec nad Nisou im Liberecký kraj, Tschechien. Sie liegt über dem Tal der Mohelka im Jeschkengebirge.

## Geschichte
Die erste urkundliche Erwähnung datiert aus dem Jahr 1419. Damals verkaufte das Kloster in Mnichovo Hradiště die Pfarrei Rychnov mit der Gemeinde Rádlo an Jindřich von Valdštejn.
Die ursprünglich tschechische Gemeinde erhielt durch Zuwanderung und Assimilation vermutlich ab dem 18. Jahrhundert eine deutsche Bevölkerungsmehrheit. Bei der Volkszählung im Jahre 1930 waren von damals 1737 Einwohnern 61 Tschechen.
Die Bewohner lebten vornehmlich von Land- und Viehwirtschaft. Im 19. Jahrhundert entstanden einige kleinere Industriebetriebe, vor allem im Bereich Textilien und Schmuck. Radl bildete ab der Mitte des 19. Jahrhunderts eine Gemeinde im Gerichtsbezirk Gablonz an der Neiße.
1938 wurde Kohlstatt (Milíře), das bis dahin Teil der Gemeinde Hermannsthal war, nach Radl umgemeindet. Nach der Vertreibung der deutschen Bevölkerung 1945/46 siedelten sich vor allem Tschechen aus dem Landesinneren an; die Einwohnerzahl blieb jedoch deutlich unter dem Vorkriegsniveau.

## Gemeindegliederung
Die Gemeinde Rádlo besteht aus den Ortsteilen Milíře (Kohlstatt, auch Kohlstadt) und Rádlo (Radl).

## Sehenswürdigkeiten
- Berg Císařský kámen (Kaiserstein, 637 m), so genannt seit einem Besuch von Kaiser Joseph II. im Jahr 1788
- Naturschutzgebiet Nad koupalištěm (3,24 ha)